# متياس جايلز
متياس جايلز (بالإنجليزية: Saint Giles) (و. 640 – 709 م) هو راهب من، ولد في أثينا، توفي عن عمر يناهز 69 عاماً.

## مناصب
تولى منصب رئيس الدير.